# Pot Black 1974
Der Pot Black 1974 war ein Snooker-Einladungsturnier im Rahmen der Saison 1973/74. Das Turnier wurde etwa im Januar 1974 in den Pebble Mill Studios im englischen Birmingham ausgetragen und später im Fernsehen gezeigt. Sieger wurde erstmals Graham Miles, der im Endspiel John Spencer besiegte. Angaben über das höchste Break sind unbekannt.

## Preisgeld
Vom Preisgeld ist nur die Summe von 1.000 £ bekannt, die dem Sieger ausgezahlt wurde.

## Turnierverlauf
Die acht Teilnehmer wurden in zwei Vierer-Gruppen aufgeteilt. Nach einem einfachen Rundenturnier rückten die beiden Gruppenbesten jeweils ins Halbfinale vor, ab dem das Turnier im K.-o.-System ausgetragen wurde. In einem solchen Modus wurde zuletzt 1971 gespielt. Jede Partie wurde von Sydney Lee geleitet und ging über einen Frame, mit Ausnahme des Endspiels über zwei Frames.

### Gruppenphase

#### Gruppe 1
| Pos. | Spieler        | Partien | S | N | Frames |
| ---- | -------------- | ------- | - | - | ------ |
| 1    | John Pulman    | 3       | 3 | 0 | 3:0    |
| 2    | Graham Miles   | 3       | 2 | 1 | 2:1    |
| 3    | Cliff Thorburn | 3       | 1 | 2 | 1:2    |
| 4    | Jackie Rea     | 3       | 0 | 3 | 0:3    |

| Spiel | Spieler 1      | Ergebnis | Spieler 2      |
| ----- | -------------- | -------- | -------------- |
| 1     | Graham Miles   | 01:01    | Jackie Rea     |
| 2     | Graham Miles   | 01:01    | Cliff Thorburn |
| 3     | John Pulman    | 01:01    | Cliff Thorburn |
| 4     | John Pulman    | 01:01    | Jackie Rea     |
| 5     | John Pulman    | 01:01    | Graham Miles   |
| 6     | Cliff Thorburn | 01:01    | Jackie Rea     |

#### Gruppe 2
| Pos. | Spieler        | Partien | S | N | Frames |
| ---- | -------------- | ------- | - | - | ------ |
| 1    | Eddie Charlton | 3       | 2 | 1 | 2:1    |
| 1    | John Spencer   | 3       | 2 | 1 | 2:1    |
| 3    | Ray Reardon    | 3       | 1 | 2 | 1:2    |
| 3    | Rex Williams   | 3       | 1 | 2 | 1:2    |

| Spiel | Spieler 1      | Ergebnis | Spieler 2      |
| ----- | -------------- | -------- | -------------- |
| 1     | Eddie Charlton | 01:01    | Ray Reardon    |
| 2     | Eddie Charlton | 01:01    | Rex Williams   |
| 3     | Ray Reardon    | 01:01    | Rex Williams   |
| 4     | John Spencer   | 01:01    | Ray Reardon    |
| 5     | John Spencer   | 01:01    | Eddie Charlton |
| 6     | Rex Williams   | 01:01    | John Spencer   |

### Finalrunde
|  | Halbfinale 1 Frame | Halbfinale 1 Frame |              |              | Finale 2 Frames | Finale 2 Frames |
|  |                    |                    |              |              |                 |                 |
|  |                    |                    |              |              |                 |                 |
|  | John Pulman        | 0                  |              |              |                 |                 |
|  | John Spencer       | 1                  |              |              |                 |                 |
|  |                    |                    | John Spencer | 0            |                 |                 |
|  |                    |                    |              | Graham Miles | 2               |                 |
|  | Eddie Charlton     | 0                  |              |              |                 |                 |
|  | Graham Miles       | 1                  |              |              |                 |                 |
|  |                    |                    |              |              |                 |                 |

#### Finale
Das Finale wurde durch das addierte Ergebnis zweier Frames entschieden. John Spencer hatte bereits einige Mal ein Endspiel beim Pot Black und traf nun auf Graham Miles, der sein erstes Endspiel beim Pot Black direkt im ersten Anlauf erreicht hatte. Miles gewann beide Frames und insgesamt mit 147:86.
| Finale: Best of 2 Frames addiert Frames Schiedsrichter/in: Sydney Lee Pebble Mill Studios, Birmingham, England, Januar 1974 |                |              |
| John Spencer | 0:2            | Graham Miles |
| 37:77, 49:70 → 86:147 |                |              |
| – | Höchstes Break | –            |
| – | Century-Breaks | –            |
| – | 50+-Breaks     | –            |